# Jacquemart de Hesdin
Pour les articles homonymes, voir Jacquemart (homonymie).
Jacquemart de Hesdin (actif entre 1384 et après 1413) est un enlumineur français du Gothique tardif. La transcription de son nom varie au cours de sa vie, et on le trouve aussi sous le nom de Jacquemart de Odin.

## Biographie

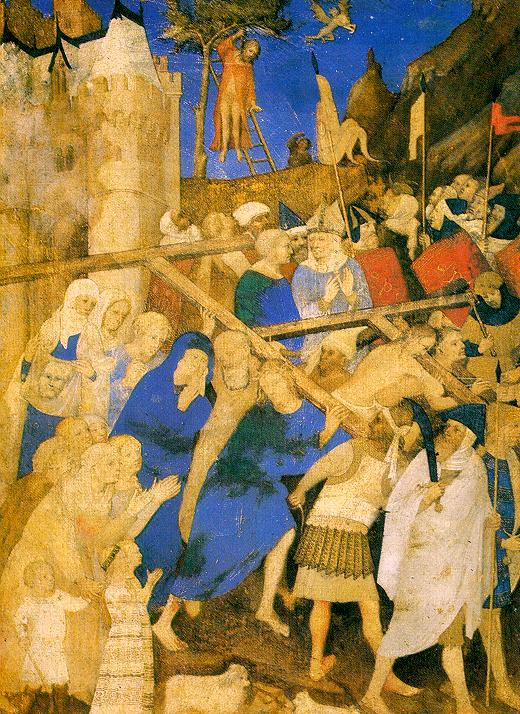
Le Portement de Croix par Jacquemart, avant 1409 (Louvre).

Jacquemart était un peintre de l'Artois. Hesdin, ville dont il tient son nom, était une citadelle fortifiée du Pas-de-Calais, faisant alors partie de la Flandres, et appartenant aux ducs de Bourgogne. Il y est probablement né. Il était un des nombreux artistes flamands à travailler pour la famille royale française du milieu du XIVe siècle.
Son seul mécène connu, Jean de Berry (1340–1416), était un des frères de Charles V de France. Quand Charles V mourut en 1380, son fils Charles VI était mineur, et Jean de Berry et ses frères Louis Ier de Naples (1339–1384) et Philippe II de Bourgogne (1342–1404), servirent de régents de France jusqu'en 1388. Ils régnèrent encore entre 1392 et 1402, par suite de la folie du jeune Charles VI. Jean de Berry dépensa d'énormes sommes pour sa collection d'art, et il avait de nombreuses dettes à sa mort en 1416.
Avec le maître architecte de Jean de Berry, Guy de Dammartin, les frères de Limbourg, et l'enlumineur André Beauneveu et son élève Jean de Cambrai, Jacquemart était considéré comme un ami et un protégé du duc. Toute sa carrière se déroula à Bourges, capitale de la province de Berry, dans la cour de Jean, duc de Berry. Il resta activement à son service de 1384 à 1414 et contribua grandement à ses fameux livres enluminés, dont Les Très Belles Heures du duc de Berry, les Grandes Heures, les Petites Heures, et un livre de psaumes, souvent en collaboration avec les frères de Limbourg et le Maître de Boucicaut.
Le 28 novembre 1384, Jacquemart reçut son premier salaire du serviteur de Jean, duc de Berry, pour couvrir les dépenses que lui et sa femme avaient réalisées à Bourges, et pour ses vêtements pour l'hiver approchant. Après 1384, il commença à percevoir un salaire régulier. En 1398, alors qu'il travaillait pour le duc de Berry au château de Poitiers, il fut accusé avec son assistant Godefroy et son beau-frère Jean Petit du plagiat de couleurs et de motifs de Jean de Hollande dit « Jean sans Mercy », un autre peintre au service du duc. Jacquemart réside à Bourges en 1399.
Les Très Belles Heures du duc de Berry (appelé aussi Les Heures de Bruxelles, de la ville où elles furent longtemps conservées) est son chef-d'œuvre. Le livre est cité dans un inventaire de la bibliothèque du duc de Berry de 1402: « Unes très belles heures richement enluminées et ystoriées de la main Jacquemart de Odin. » Elles disparurent pendant plusieurs siècles, mais il est généralement accepté que l'exemplaire de la Bibliothèque Royale de Bruxelles est celui cité dans l'inventaire.

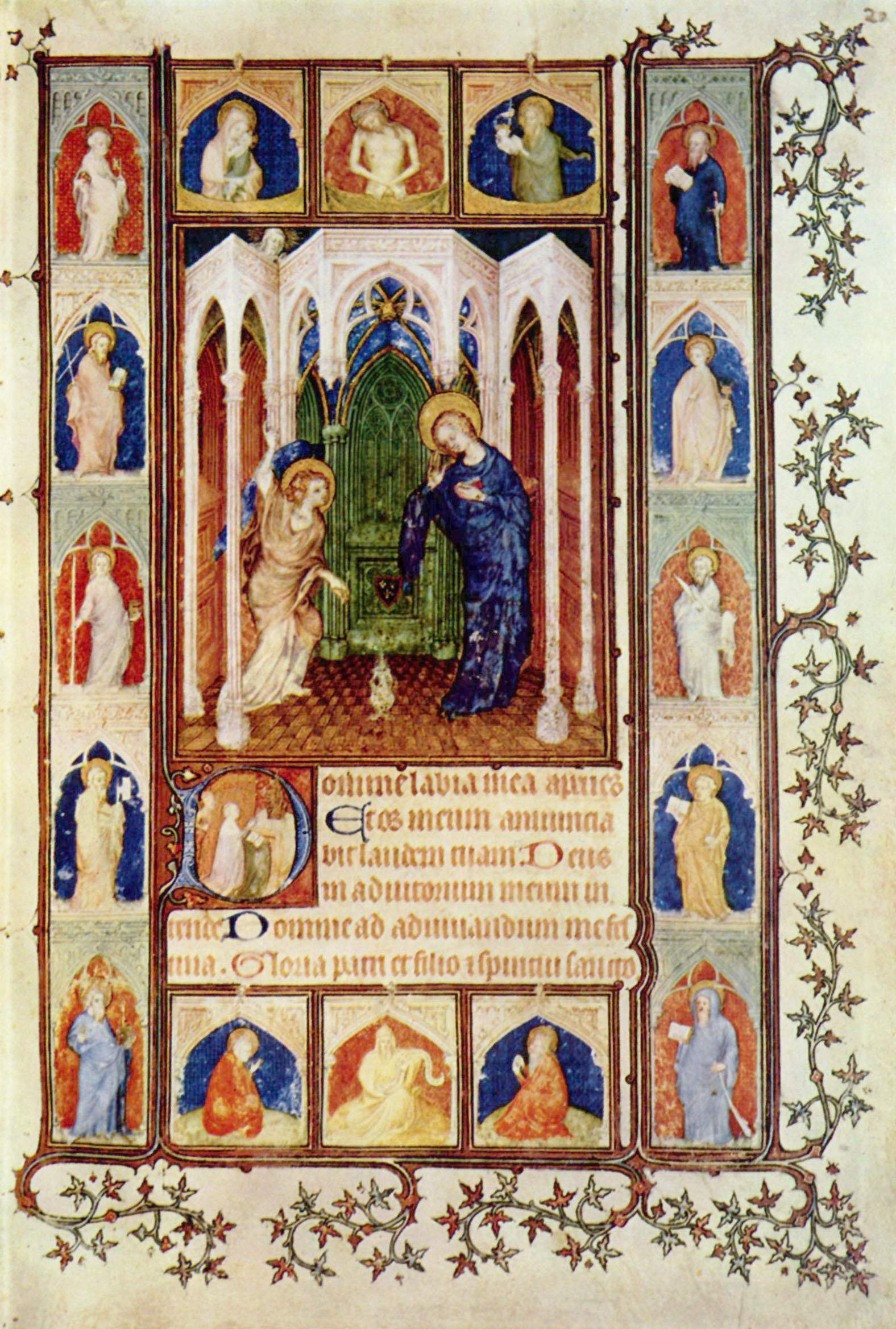
L'Annonciation, miniature de Jacquemart de Hesdin tirée des Petites Heures de Jean Ier de Berry, 1400.

On pense que les Petites Heures datent d'avant 1388, mise à part une miniature du duc de Berry lui-même, réalisée par les frères de Limbourg. D'après Millard Meiss, au moins cinq peintres différents ont travaillé sur ces enluminures, dont Jacquemart. L'un d'eux est surnommé le Pseudo-Jacquemart.

## Style

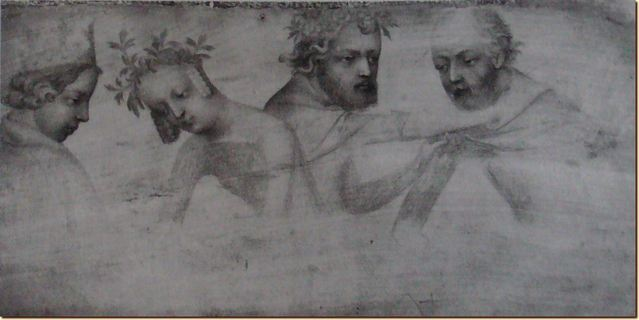
Quatre têtes, carnet d'esquisses du cercle de Jacquemart de Hesdin, folio 2, vers 1400.

Selon Anne Granboulan, Jacquemart « montre une certaine maîtrise de la représentation de l'espace, ce qui montre qu'il avait parfaitement assimilé la leçon de Barna da Siena ». Elle mentionne aussi l'attestation de « nouvelles tendances naturalistes dans le Nord, à l'opposé de l'art idéaliste de Jean Pucelle ».
La sixième édition de la Columbia Encyclopedia précise que Jacquemart fut influencé par les peintures de Barna da Siena, et son travail « montrait des intérieurs architecturaux élaborés servant à placer les figures dans des espaces plausibles ». Étudiant les œuvres de Pucelle et des peintres italiens, Jacquemart développa ses propres techniques de modelé et de rendu de l'espace, et modifia le réalisme caractéristique des peintures flamandes de l'époque.
Il est aussi connu pour ses notes, commentaires, et figures d'animaux et de végétaux qui ornaient ses pages manuscrites. Un carnet d'esquisses, composé de six plaquettes de buis et conservé à la Pierpont Morgan Library, datant des environs de 1400, lui a été attribué, mais on considère maintenant qu'il est l'œuvre d'artistes appartenant à son entourage.

## Œuvres attribuées
- Grandes miniatures des Grandes Heures du duc de Berry, une seule subsistante, Le Portement de Croix (vélin transposé sur toile, 38 X 28 cm) conservé au Musée du Louvre[15]
- Quelques miniatures des Petites Heures du duc de Berry, vers 1385
- deux miniatures du Psautier de Jean de Berry, vers 1386
- Les Très Belles Heures du duc de Berry, avant 1402